# Асмодей
Асмодей (Asmodeus) или Асмодис, Ашмаел, Денница, според книгата на Енох е предводителят на разбунтувалите се ангели, създали потомство със смъртни жени, за което били изгонени впоследствие от Рая.
Последен падащ от небето, той се обърнал и съзрял Бог, като това му донесло 2 белега във формата на проблясък във всяко око – спомен за Божия образ. Винаги бил в средата на най-кръвопролитните битки. По-късно бил намразен и прогонен от събратята си заради това, че още носел в очите си образа, напомнящ им за изгубеното, лутащ се, сам се разкъсал на две в пустинята, за да има другар в скитанията си. Другата половина на демона е позната под името Имодей.
Отъждествен е като демона на похотта, разврата и гнева. На него се приписват необяснимата ярост, в която изпадат хората, и нечовешките дела, извършени от тях.
Изобразяван е яздещ дракон, с три глави (бича, овнешка и човешка) и с крака на петел. Отговорен е за разпространяването на единия от седемте смъртни гряха – сластолюбието.